# كريس شوكر
كريس شوكر (بالإنجليزية: Chris Shuker)‏ هو لاعب كرة قدم بريطاني في مركز الوسط، ولد في 9 مايو 1982 في Huyton ‏ في المملكة المتحدة. لعب مع بورت فايل وماكليسفيلد تاون ومانشستر سيتي ونادي بارنسلي ونادي ترانمير روفرز ونادي روتشديل ونادي موركامب ونادي هارتلبول يونايتد ونادي والسول.

## وصلات خارجية
- كريس شوكر على موقع قاعدة بيانات كرة القدم.إي يو (الإنجليزية)
- كريس شوكر على موقع Soccerbase.com (لاعب) (الإنجليزية)
- كريس شوكر على موقع Soccerway.com (الإنجليزية)
- كريس شوكر على موقع عالم كرة القدم.نت (الإنجليزية)